# Cemre Baysel
Cemre Baysel (Esmirna, 5 de febrero de 1999) es una actriz y modelo turca.

## Biografía
Cemre Baysel nació el 5 de febrero de 1999 en Esmirna (Turquía), de madre Fatoş y tiene un hermano llamado Mithat (nacido el 21 de abril de 1993). Su familia materna es originaria de Sanliurfa por parte de su madre, mientras que su familia paterna emigró a la península balcánica, Imperio otomano.

## Carrera
Cemre Baysel, interesada en la pintura desde la infancia, estudió pintura en Buca Işılay Saygın Fine Arts. Más tarde decidió matricularse en el departamento de enseñanza de pintura de la Universidad del Egeo, donde unos años más tarde obtuvo su título. En 2014 comenzó su carrera como actriz con el papel de Masal en la serie emitida en Show TV Aşk Laftan Anlamaz. De 2014 a 2016 ocupó el papel de Gonca Makasçı en la serie emitida en TRT 1 Yeşil Deniz. En 2017 interpretó el papel de Gülperi en la serie emitida en Kanal D İsimsizler.
En 2017 y 2018 interpretó el papel de Firuze en la serie emitida en TRT 1 Payitaht Abdülhamid. En el 2018 y el 2019 interpretó el papel de Melis Çelen en la serie emitida en TRT 1 Elimi Bırakma. En 2020 ocupó el papel de Fatoş en la serie emitida en Show TV Ramo. En 2020 y 2021 interpretó el papel de Biricik Ergün en la serie emitida en Star TV Sol Yanım.
En 2021 fue elegida para interpretar el papel de Ada Tözün en la serie emitida en Kanal D Baht Oyunu. Al año siguiente, en 2022, interpretó el papel de Efsun Armağan en la serie emitida en Fox Senden Daha Güzel. En el mismo año, participó en los programas de televisión Şarkılar Bizi Söyler (emitido en Kanal D), İbrahim Selim ile Bu Gece (emitido en Fox) y O Ses Türkiye Yılbaşı Özel (emitido en TV8). En el mismo año, fue el rostro de las campañas publicitarias de La Rocha Posay Türkiye, Flo y Seçil Store.
En 2023 interpretó el papel de Sevda en la serie web de BluTV Bozkır y el papel de Yaz Akdeniz en la película Aşk Filmi dirigida por Deniz Denizciler. En el mismo año fue la cara del comercial New Well.

## Filmografía

### Cine
| Año  | Título    | Personaje   | Director         |
| ---- | --------- | ----------- | ---------------- |
| 2023 | Aşk Filmi | Yaz Akdeniz | Deniz Denizciler |

### Televisión
| Año       | Título              | Personaje     | Cadeña  | Notas        |
| --------- | ------------------- | ------------- | ------- | ------------ |
| 2014      | Aşk Laftan Anlamaz  | Masal         | Show TV | 2 episodios  |
| 2014-2016 | Yeşil Deniz         | Gonca Makasçı | TRT 1   | 7 episodios  |
| 2017      | İsimsizler          | Gülperi       | Kanal D | 4 episodios  |
| 2017-2018 | Payitaht Abdülhamid | Firuze        | TRT 1   | 18 episodios |
| 2018-2019 | Elimi Bırakma       | Melis Çelen   | TRT 1   | 43 episodios |
| 2020      | Ramo                | Fatoş         | Show TV | 11 episodios |
| 2020-2021 | Sol Yanım           | Biricik Ergün | Star TV | 12 episodios |
| 2021      | Baht Oyunu          | Ada Tözün     | Kanal D | 17 episodios |
| 2022      | Senden Daha Güzel   | Efsun Armağan | Fox     | 14 episodios |

### Web TV
| Año  | Título | Personaje | Plataforma | Notas       |
| ---- | ------ | --------- | ---------- | ----------- |
| 2023 | Bozkır | Sevda     | BluTV      | 8 episodios |

## Programas de televisión
| Año  | Título                     | Cadeña  |
| ---- | -------------------------- | ------- |
| 2022 | Şarkılar Bizi Söyler       | Kanal D |
| 2022 | İbrahim Selim ile Bu Gece  | Fox     |
| 2022 | O Ses Türkiye Yılbaşı Özel | TV8     |

## Comerciales
| Año  | Título                 | Producto           | Eslogan                                                                | Notas                       |
| ---- | ---------------------- | ------------------ | ---------------------------------------------------------------------- | --------------------------- |
| 2022 | La Rocha Posay Türkiye | La Roche Posay     | Sen Hâlâ Denemedin mi? y Dermatologların En Çok Tercih Ettiği Markadan | [ 37 ]                      |
| 2022 | Flo                    | FLO X Cemre Baysel | FLO Asist İle Yeni Alışveriş Deneyimi                                  | [ 38 ] [ 39 ] [ 40 ] [ 41 ] |
| 2022 | Seçil Store            | Seçil Store        | #TarzınlaSeçil                                                         | [ 42 ] [ 43 ]               |
| 2023 | New Well               | New Well Yeni Seri | Bu üçlü çok güçlü y Güçlü etki, Keskin yüz hatları ve Benim kırmızım   | [ 44 ] [ 45 ] [ 46 ] [ 47 ] |

## Premios y reconocimientos
| Año  | Premio                                         | Categoría                                          | Trabajo       | Resultado | Notas                  |
| ---- | ---------------------------------------------- | -------------------------------------------------- | ------------- | --------- | ---------------------- |
| 2019 | Turkey Youth Awards                            | Mejor actriz de televisión de reparto              | Elimi Bırakma | Nominada  |                        |
| 2021 | Ayakli Gazete TV Stars Awards                  | Mejor pareja de televisión                         | Baht Oyunu    | Nominada  | Junto con Aytaç Sasmaz |
| 2021 | Pantene Golden Butterfly Awards                | Mejor actriz en una serie de comedia romántica     | Baht Oyunu    | Nominada  | [ 48 ]                 |
| 2021 | Pantene Golden Butterfly Awards                | Mejor pareja de televisión                         | Baht Oyunu    | Nominada  | Junto con Aytaç Sasmaz |
| 2021 | Pantene Golden Butterfly Awards                | Estrella naciente                                  | Baht Oyunu    | Ganadora  | [ 50 ] [ 51 ] [ 52 ]   |
| 2021 | Premio Golden 61 de la Universidad de Estambul | Mejor actriz de serie de comedia romántica del año | Baht Oyunu    | Ganadora  | [ 53 ]                 |
| 2022 | Premio KizlarSoruyor Yılın En'leri             | Mejor pareja de televisión del año (Cemre y Aytaç) | Baht Oyunu    | Ganadora  | Junto con Aytaç Sasmaz |